# 757 Портляндія
757 Портляндія (757 Portlandia) — астероїд головного поясу, відкритий 30 вересня 1908 року.
Тіссеранів параметр щодо Юпітера — 3,522.